# أدونيس متعدد الزهر
أدونيس متعدد الزهر (الاسم العلمي: Adonis multiflora) نوع نباتي ينتمي إلى جنس الأدونيس أو عين الجمل من الفصيلة الحوذانية.